# جمب فورس

## وصلات خارجية
- مراجعة اللعبة
- Jump Force Japanese official website (اليابانية)
- Jump Force North America official website (الإنكليزية)
- Jump Force European official website (الإنكليزية)